# John Mantley
John Truman Mantley (geboren am 25. April 1920 in Toronto, Kanada; gestorben am 14. Januar 2003 in Sherman Oaks, Los Angeles, Kalifornien) war ein kanadischer Schauspieler, Autor und Produzent.

## Leben
Schon John Mantleys Eltern waren Schauspieler. Er selbst besuchte das Institute of Vocational School in St. Catharines, wo er eine Schülerschauspielgruppe begründete. Später war er Präsident der Victoria College Dramatic Society. Im Zweiten Weltkrieg erhielt er eine Ausbildung als Kampfpilot und produzierte nebenbei Shows für die britischen Streitkräfte im Fernen Osten.
Nach dem Krieg studierte er Schauspiel am Pasadena Playhouse, wo er mit dem Master abschloss. Er arbeitete zunächst in Kanada und später in den USA erfolgreich als Schauspieler, Drehbuchautor und Produzent, insbesondere von Fernsehserien, so produzierte er zahlreiche Folgen von Rauchende Colts, außerdem Episoden von Verrückter wilder Westen und von MacGyver.
Als Autor ist er vor allem bekannt durch den Science-Fiction-Roman The Twenty-Seventh Day (deutsch Der 27. Tag), der Vorlage für den unter Regie von William Asher entstandenen Film The 27th Day von 1957 wurde, für den Mantley auch das Drehbuch schrieb. Darin geht es um fünf Personen aus fünf Nationen, die von Außerirdischen jeweils eine ultimative Waffe erhalten, die sie für ihr Land binnen 27 Tagen einsetzen können – oder auch nicht.
Mantley starb 2003 im Alter von 82 Jahren. Sein Nachlass befindet sich in den Performing Arts Special Collections der University of California, Los Angeles.

## Bibliografie
Romane
- The Twenty-Seventh Day (1956)
  - Deutsch: Der 27. Tag. Übersetzt von Werner Jochens. Heyne SF&F #3086, 1967.
- The Snow Birch (1959)
  - Deutsch: Auf der Sharron Farm. Übersetzt von Ignaz Mühsam. Diana-Verlag, Konstanz 1962.

## Filmografie
Romanvorlage
- 1959: Ungebändigt (Woman Obsessed, Verfilmung von The Snow Birch)

Schauspieler
- 1949: Schwert in der Wüste (Sword in the Desert)
- 1950: Die schwarze Lawine (The Secret Fury)

Drehbuchautor
- 1957: Der 27. Tag (The 27th Day)
- 1957: Mit dem Colt unterm Kissen (The Parson and the Outlaw)
- 1959: Westinghouse Desilu Playhouse (Fernsehserie, 2 Episoden)
- 1960–1963: Die Unbestechlichen (The Untouchables, Fernsehserie, 12 Episoden)
- 1962: Checkmate (Fernsehserie, 1 Episode)
- 1962: Kraft Mystery Theater (Fernsehserie, 1 Episode)
- 1964: Das große Abenteuer (The Great Adventure, Fernsehserie, 1 Episode)
- 1964: The Outer Limits (Fernsehserie, 1 Episode)
- 1964–1965: Tausend Meilen Staub (Rawhide, Fernsehserie, 2 Episoden)
- 1964–1965, 1974: Rauchende Colts (Gunsmoke, Fernsehserie, 3 Episoden)
- 1965: My Blood Runs Cold
- 1974: Dirty Sally (Fernsehserie, 3 Episoden)
- 1977–1978: Durch die Hölle nach Westen (How the West Was Won, Fernsehserie, 11 Episoden)

Produzent
- 1965–1966: Verrückter wilder Westen (The Wild Wild West, Fernsehserie, 8 Episoden)
- 1968: Die fünf Vogelfreien (Firecreek)
- 1968–1975: Rauchende Colts (Gunsmoke, Fernsehserie, 146 Episoden)
- 1970: Cutter duldet keinen Mord (Cutter’s Trail, Fernsehfilm)
- 1974: Dirty Sally (Fernsehserie, 13 Episoden)
- 1976–1979: Durch die Hölle nach Westen (How the West Was Won, Fernsehserie, 21 Episoden)
- 1981: Buck Rogers in the 25th Century (Fernsehserie, 11 Episoden)
- 1986: MacGyver (Fernsehserie, 9 Episoden)
- 1987: Rauchende Colts: Auf Leben und Tod (Gunsmoke: Return to Dodge, Fernsehfilm)
- 1990: Rauchende Colts: Der letzte Apache (Gunsmoke: The Last Apache, Fernsehfilm)